# جرائم حرب تشيتنيك في الحرب العالمية الثانية

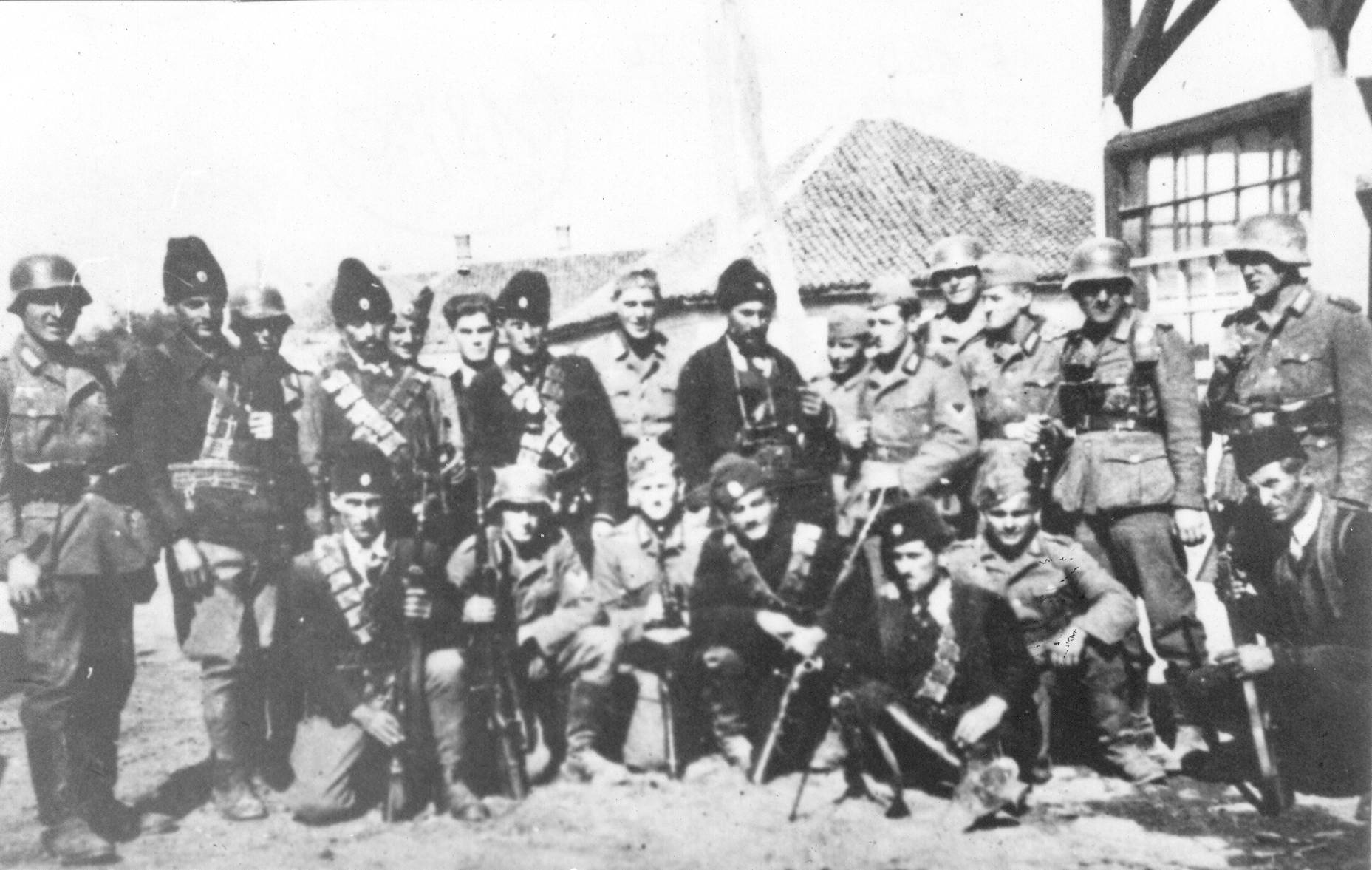
الألمان في قرية مجهولة في أراضي يوغوسلافيا المحتلة

ارتكبت فصائل تشيتنيك، تنظيم يوغوسلافي ملكي وصربي قومي وأحد تنظيمات حرب العصابات، العديد من جرائم الحرب خلال الحرب العالمية الثانية، موجهة في المقام الأول ضد سكان مملكة يوغوسلافيا غير الصربيين، خاصة المسلمين والكروات المسيحيين، وضد بارتيزان يوغوسلافيا الشيوعي ومؤيديه. يعتبر معظم المؤرخين، الذين نظروا في هذه القضية، جرائم تشيتنيك ضد المسلمين والكروات خلال هذه الفترة بمثابة إبادة جماعية.
جذب تنظيم تشيتنيك أعضاءه من جماعة تشيتنيك التي تشكلت خلال فترة ما بين الحربين العالميتين ومختلف الجماعات القومية الصربية. استرشد بعض منظري تشيتنيك بمذكرة صربيا النقية التي أصدرها ستيفان موليفيتش في يوليو 1941، والتي حددت حدود صربيا العظمى النقية عرقيًا. قُدمت وثيقة مماثلة إلى حكومة يوغوسلافيا في المنفى في سبتمبر 1941. تبنت الحكومة اليوغوسلافية التشيتنيك وأفكارهم الأساسية، التي كانت بالفعل جزءًا من الإطار السياسي ليوغوسلافيا قبل الحرب. في ديسمبر 1941، أوصى توجيه منسوب إلى دراجا ميهايلوفيتش، زعيم تشيتنيك، بالتطهير العرقي للمسلمين والكروات المسيحيين في إقليم السنجق والبوسنة والهرسك. دفع أحد كبار منظري تشيتنيك في مايو 1942 نحو تنفيذ عمليات نقل وترحيل السكان في فترة ما بعد الحرب.
منذ بداية الحرب، طرد التشيتنيك المسلمين والكروات من المناطق التي سيطروا عليها، وشاركوا في عمليات قتل جماعي. وقد تواصلوا، في أواخر عام 1941، مع مختلف الجماعات المستقلة الموالية لهم، والتي شاركت في الثورات ضد دولة أوستاشا التي كانت تحت قيادة دولة كرواتيا المستقلة. أسس التشيتنيك، بمساعدة إيطاليا الفاشية، شكلًا من أشكال الحكومة المدنية والعسكرية في أجزاء كبيرة من شرق البوسنة، أعقبتها تدابير تمييزية ومذابح ممنهجة ضد سكان المنطقة غير الصربيين. وصلت حملة الإبادة الجماعية التي يقوم التشيتنيك إلى ذروتها بين أكتوبر 1942 وفبراير 1943. أجبرت الهزائم العسكرية، وخسارة دعم الحلفاء، التشيتنيك على اعتدال سياستهم تجاه الكروات والمسلمين. استمرت مذابح المدنيين، رغم هذه الجهود، حتى نهاية الحرب. كانت أعمال الإرهاب ضد الكروات، إلى حد ما على الأقل، رد فعل على اضطهاد كرواتيا المستقلة للصرب، ومع ذلك وقعت أكبر مجازر التشيتنيك في شرق البوسنة قبل أي عمليات عسكرية كبيرة نفذتها كرواتيا المستقلة. كان من المقرر، وفقًا لتوجيه ميهايلوفيتش الذي أصدره في 20 ديسمبر 1941، تطهير الكروات والبوسنيين، الذين يعيشون في مناطق صربيا العظمى المفترضة، من غير الصرب.
تتراوح تقديرات الوفيات التي ارتكبتها فصائل التشيتنيك في كرواتيا والبوسنة والهرسك من 50,000 إلى 68,000 من المسلمين والكروات المسيحيين. سُجل في إقليم السنجق أكثر من 5,000 ضحية. دُمرت نحو 300 قرية وبلدة صغيرة إلى جانب عدد كبير من المساجد والكنائس الكاثوليكية. أُدين دراغوليوب ميهايلوفيتش عام 1946 بالخيانة العظمى وارتكاب جرائم ضد الإنسانية، وأعدم مع تسعة آخرين من قادة تشيتنيك.

## خلفية

### فترة ما بين الحربين
انقسم قدامى محاربي فصائل حرب العصابات الصربية، المعروفة باسم تشيتنيك، في مملكة يوغوسلافيا، خلال فترة ما بين الحربين، إلى تنظيمات مختلفة، بناءً على انتمائهم إلى الحزب الديمقراطي أو حزب الشعب الراديكالي. روجت التنظيمات الموالية للحزب الراديكالي لفكرة صربيا العظمى. كان بونيسا راتشيتش زعيم أحد هذه التنظيمات، وقد اغتال في عام 1928 نائبين من حزب الفلاحين الكرواتي وأصاب رئيسه، ستيبان راديتش، بجروح قاتلة في البرلمان اليوغوسلافي. حُلت هذه التنظيمات، عام 1929، بعد أن فرض ألكسندر الأول ملك يوغسلافيا ديكتاتورية 6 يناير، وانتقل معظم أعضائها إلى التنظيم الأساسي «جماعة تشيتنيك لمجد الوطن وحريته» التي استمرت في العمل. أصبح كوستا بيتشاناك رئيسًا لجماعة تشيتنيك في عام 1932. حولها، بصفته رئيسًا، إلى تنظيم سياسي حزبي صربي عنيف وسمح بدخول غير المحاربين القدامى. ارتفع عدد الأعضاء، بحلول عام 1938، إلى نحو 500,000 عضو.
أُنشئت دوائر فرعية لجماعة تشيتنيك في جميع أنحاء البوسنة والهرسك، لا سيما في شرق البوسنة، في الأقاليم المفترضة لصربيا المستقبلية الموسعة. شُكلت كذلك دوائر فرعية في كرواتيا، معظمها في المناطق التي يسكنها الصرب. عملت الدوائر كتنظيمات شبه عسكرية واشتركت في أنشطة عنيفة، من بينها جرائم قتل، طوال ثلاثينات القرن العشرين. أدت المعارضة الكرواتية والسلوفينية لجماعة تشيتنيك إلى حظرها في بانوفينا ذات الأغلبية العرقية الكرواتية والسلوفينية. واصلت بعض فصائلها العمل، على نطاق أقل، في تلك المناطق في السنوات التالية. عارضت الدوائر الفرعية، وتنظيمات ذو أجندة مماثلة تابعة لتشيتنيك، تشكيل بانوفينا الكرواتية المستقلة، التي تفاوض القادة السياسيين الكروات والصرب بشأنها في أغسطس 1939 في إطار اتفاقية تسفيتكوفيتش ماشيك. دعوا إلى إنشاء بانوفينا بصربيا، مع أجزاء من البوسنة والهرسك والساحل الدالماسي، والتي قد ضمتها بانوفينا الكرواتية. تشكلت، برئاسة مجموعة النادي الثقافي الصربي، حركة تسمى «الصرب المتحدون»، وادعت أن وضع الصرب في بانوفينا الكرواتية معرض للخطر. عملت تنظيمات، تدعم تشيتنيك، بنشاط في الحركة. لم تحصل الحركة، رغم نشاطها، الذي كان من بينه طلب التماس لانفصال المناطق ذات الأغلبية الصربية، على دعم كبير بين الصرب في كرواتيا. كان أداء الأحزاب والقوائم التي تدعمها الحركة، في الانتخابات المحلية الكرواتية عام 1940، ضعيفًا مقارنة بالحزب الديمقراطي الصربي المستقل، الحزب الذي يشكل الائتلاف الحاكم إلى جانب حزب الفلاحين الكرواتي. تواجد، عام 1941، نحو 300 تشكيل يتبع تنظيم تشيتنيك وتنظيمات مماثلة في البوسنة والهرسك، ونحو 200 تشكيل بكرواتيا.

### الحرب العالمية الثانية
غزت ألمانيا النازية وإيطاليا والمجر يوغوسلافيا في 6 أبريل 1941. استسلمت يوغوسلافيا في 17 أبريل وقسمت دول المحور البلاد. في شمال البوسنة، رفضت مجموعة من الضباط والجنود في الجيش اليوغوسلافي الملكي، يقودهم العقيد دراجا ميهايلوفيتش، الاستسلام وذهبوا إلى التلال. انتقلوا إلى مرتفعات رافنا غورا في صربيا حيث أنشأوا مقرهم الرئيسي. أطلقوا على أنفسهم، عقب إنشاء مركز القيادة، اسم «مفارز تشيتنيك التابعة للجيش اليوغوسلافي»، رغم أنهم لم يتشكلوا من تنظيمات تشيتنيك التي تكونت خلال فترة ما بين الحربين. تغير اسمهم فيما بعد إلى «الجيش اليوغوسلافي في أرض الوطن»، ولكنهم كانوا يُعرفون باسم التشيتنيك. أسس بيتشاناك كذلك فصائل حرب عصابات، ولكنه لم يشتبك مع قوات المحور، وتوصل إلى اتفاقات في أغسطس مع كل من الحكومة الصربية العميلة والسلطات الألمانية. لم تتعاون قواته مع جيش ميهايلوفيتش.
هيكل ميهايلوفيتش الحركة عسكريًا وسياسيًا. أنشأ لجنة تشيتنيك الوطنية، في أغسطس 1941، لتكون هيئة استشارية. ضمت اللجنة سياسيين سابقين وأعضاء من منظمات كالنادي الثقافي الصربي، مع توجه أيديولوجي يدعم فكرة صربيا العظمى. تشكلت، خارج صربيا، جماعات مستقلة مختلفة تتقاسم نفس أيديولوجيا التشيتنيك. شاركت هذه الجماعات في الانتفاضات المسلحة ضد أوستاشا التي كانت تحت قيادة دولة كرواتيا المستقلة، وهي دولة محورية دُمية تأسست، في صيف عام 1941، في يوغوسلافيا المحتلة. كانت هذه الانتفاضات رد فعل على سياسة الإبادة الجماعية التي نفذتها أوستاشا ضد الصرب. سعى ميهايلوفيتش لتولي قيادة المتمردين ودمجهم في حركة تشيتنيك. تعاون التشيتنيك، في الأشهر الأولى من الحرب، في أنشطتهم المناهضة للمحور، ومع بارتيزان يوغوسلاف الشيوعي الذي كان يقوده جوزيف بروز تيتو، الذي دخلوا في نزاع معه فيما بعد.
أجرى ميهايلوفيتش، في سبتمبر، أول اتصالات مع حكومة يوغوسلافيا في المنفى، التي احتضنت حركة تشيتنيك وأهدافها الرئيسية كأساس ليوغوسلافيا ما بعد الحرب. عزز النظام الذي هيمن عليه الصرب في يوغوسلافيا انتهاج سياسات صربيا العظمى إلى جانب سياسات معادية للكروات في فترة ما بين الحربين.